# Liste der Biografien/Elk
Liste der Biografien |
Portal Biografien |
Personensuche
# |
A |
B |
C |
D |
E |
F |
G |
H |
I |
J |
K |
L |
M |
N |
O |
P |
Q |
R |
S |
T |
U |
V |
W |
X |
Y |
Z |
?
 
Ea |
Eb |
Ec |
Ed |
Ee |
Ef |
Eg |
Eh |
Ei |
Ej |
Ek |
El |
Em |
En |
Eo |
Ep |
Eq |
Er |
Es |
Et |
Eu |
Ev |
Ew |
Ex |
Ey |
Ez
 
Ela |
Elb |
Elc |
Eld |
Ele |
Elf |
Elg |
Elh |
Eli |
Elj |
Elk |
Ell |
Elm |
Eln |
Elo |
Elp |
Elr |
Els |
Elt |
Elu |
Elv |
Elw |
Ely |
Elz
Die Liste der Biografien führt alle Personen auf, die in der deutschsprachigen Wikipedia einen Artikel haben. Dieses ist eine Teilliste mit 67 Einträgen von Personen, deren Namen mit den Buchstaben „Elk“ beginnt.

## Elk
- Elk, Ger van (1941–2014), niederländischer Konzeptkünstler, Maler und Bildhauer

### Elka
- Elkabbach, Jean-Pierre (1937–2023), französischer Journalist
- Elkabbani, Ibrahim (* 2002), ägyptischer Squashspieler
- Elkabetz, Ronit (1964–2016), israelische Schauspielerin, Filmregisseurin und Drehbuchautorin
- Elkabetz, Shlomi (* 1972), israelischer Schauspieler, Filmregisseur und Drehbuchautor
- Elkær-Hansen, Niels (1915–2007), dänischer Verwaltungsbeamter, Reichsombudsmann und Hochkommissar auf den Färöern und Amtmann von Bornholms Amt
- Elkaïm, Jérémie (* 1978), französischer Schauspieler und Drehbuchautor
- Elkamp, Heinrich (1812–1868), deutscher Komponist, Pianist, Musiklehrer und Musikkritiker
- Elkan, Adele (* 1884), deutsche Schriftstellerin
- Elkan, Benno (1877–1960), deutscher BildhauerBenno Elkan (1877–1960)

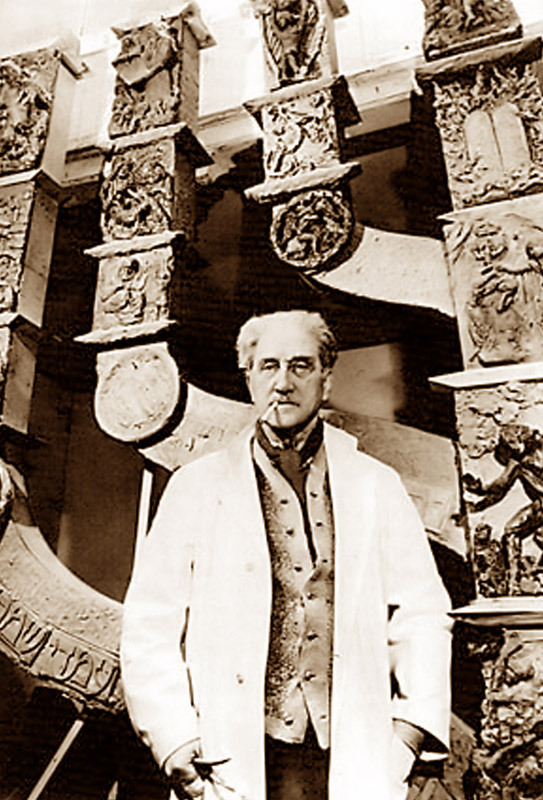
Benno Elkan (1877–1960)

- Elkan, David Levy (1808–1865), Maler, Zeichner und Lithograf
- Elkan, Hans David (1900–1944), österreichischer Lehrer und Philosoph
- Elkan, Israel Julius (1777–1839), deutscher Bankier
- Elkan, Jacob (1742–1805), Weimarer Hofjude
- Elkan, Sophie (1853–1921), schwedische Schriftstellerin
- Elkana, Yehuda (1934–2012), israelischer Wissenschaftstheoretiker und Wissenschaftshistoriker
- Elkann, Ginevra (* 1979), italienische Filmregisseurin und Museumsdirektorin
- Elkann, Jean-Paul (1921–1996), französischer Bankier
- Elkann, John (* 1976), italienischer Industrieller und ManagerJohn Elkann (* 1976)

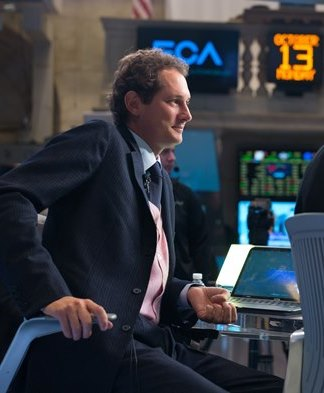
John Elkann (* 1976)

- Elkann, Lapo (* 1977), italienischer Unternehmer und Designer
- Elkar, Rainer S. (* 1945), deutscher Historiker
- Elkart, Karl (1880–1959), deutscher Architekt, Stadtplaner, Baubeamter und Hochschullehrer
- Elkasević, Sandra (* 1990), kroatische Diskuswerferin und Politikerin
- Elkayam-Levy, Cochav (* 1984), israelische Rechtsanwältin und Menschenrechtsaktivistin
- Elkayem, Ellory (* 1970), neuseeländischer Regisseur

### Elke
- Elkekli, Ali (* 1989), libyscher Gewichtheber
- Elkeles, Simone (* 1970), US-amerikanische Autorin
- Elkemann, Dirk (* 1970), deutscher Kommunalpolitiker (parteilos)
- Elken, Evan (* 1977), US-amerikanischer Radrennfahrer
- Elkes, Elkhanan (1879–1944), Arzt, Opfer des Holocaust
- Elkes, Harry (1878–1903), US-amerikanischer Radrennfahrer
- Elkes, Joel (1913–2015), US-amerikanischer Psychopharmakologe
- Elkeson (* 1989), brasilianischer Fußballspieler

### Elkh
- Elkhatib, Omar (* 2001), portugiesischer Sprinter

### Elki
- Elkies, Noam (* 1966), US-amerikanischer Mathematiker und Schachkomponist
- Elkin, Adolphus Peter (1891–1979), australischer Geistlicher, Ethnologe, Anthropologe und Linguist
- Elkin, Jack M. (1913–1995), US-amerikanischer Aktuar und Mathematiker
- Elkin, Janina (* 1982), deutsche SchauspielerinJanina Elkin (* 1982)

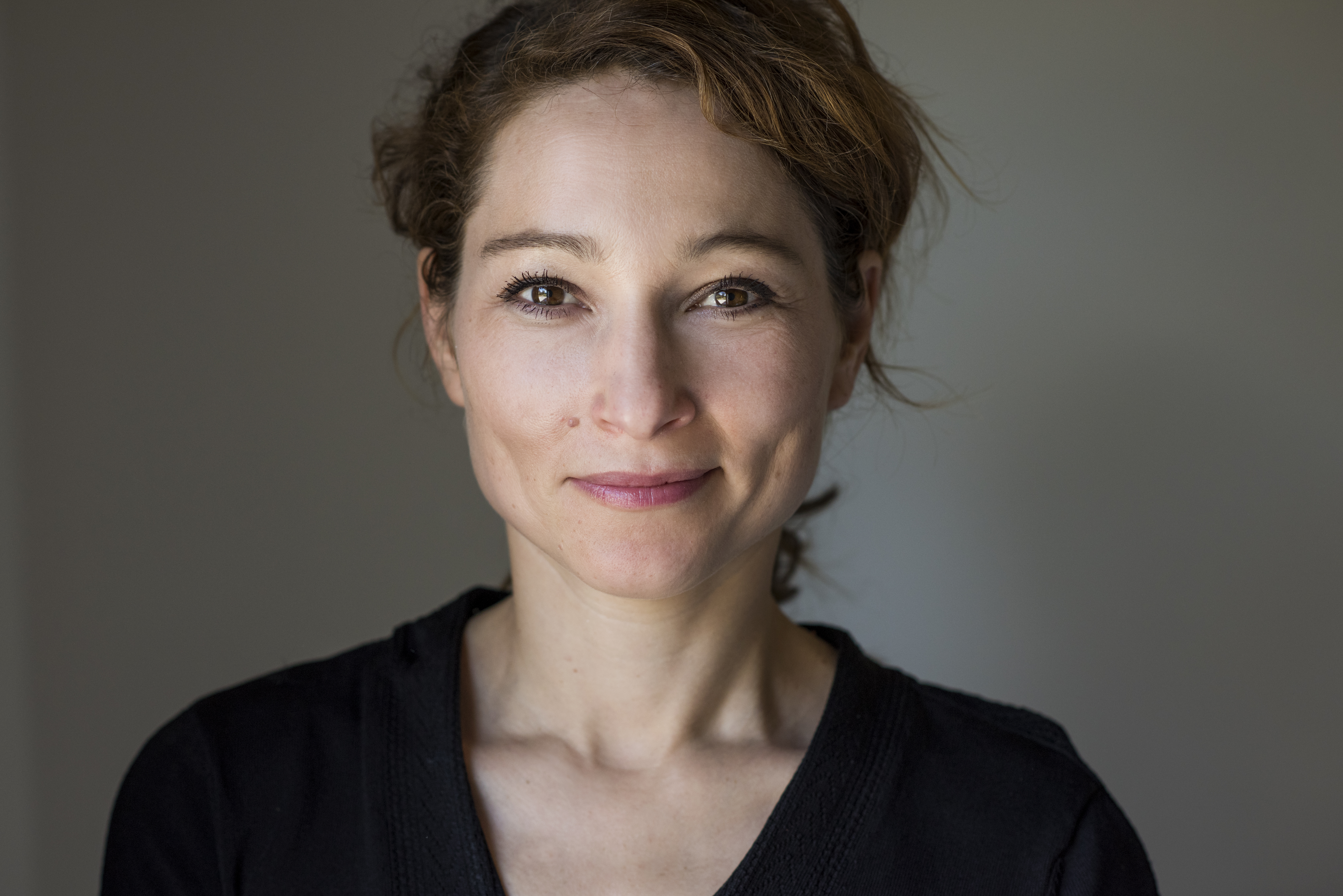
Janina Elkin (* 1982)

- Elkin, William Lewis (1855–1933), US-amerikanischer Astronom
- Elkin, Ze’ev (* 1971), israelischer Politiker
- Elkind, Mortimer M. (1922–2000), US-amerikanischer Physiker und Strahlungsbiologe
- Elkington, George Richards (1801–1865), englischer Unternehmer, Gründer der Galvanotechnik in England
- Elkington, Lilian (1900–1969), englische Komponistin, Pianistin und Organistin
- Elkington, Steve (* 1962), australischer Golfer
- Elkington-Jones, Jodi (* 1993), australische Leichtathletin
- Elkins, Aaron (* 1935), US-amerikanischer Kriminalschriftsteller
- Elkins, Ben (1940–2021), US-amerikanischer Jazzmusiker (Posaune) und Hochschullehrer
- Elkins, Caroline (* 1969), US-amerikanische Historikerin
- Elkins, Charles (* 1947), österreichischer Schauspieler
- Elkins, Corey (* 1985), US-amerikanischer Eishockeyspieler
- Elkins, Davis (1876–1959), US-amerikanischer Politiker
- Elkins, Marty, US-amerikanische Jazzmusikerin (Gesang)
- Elkins, Stanley (1925–2013), US-amerikanischer Historiker
- Elkins, Stephen Benton (1841–1911), US-amerikanischer Industrieller und Politiker

### Elkj
- Elkjær Larsen, Preben (* 1957), dänischer FußballspielerPreben Elkjær Larsen (* 1957)

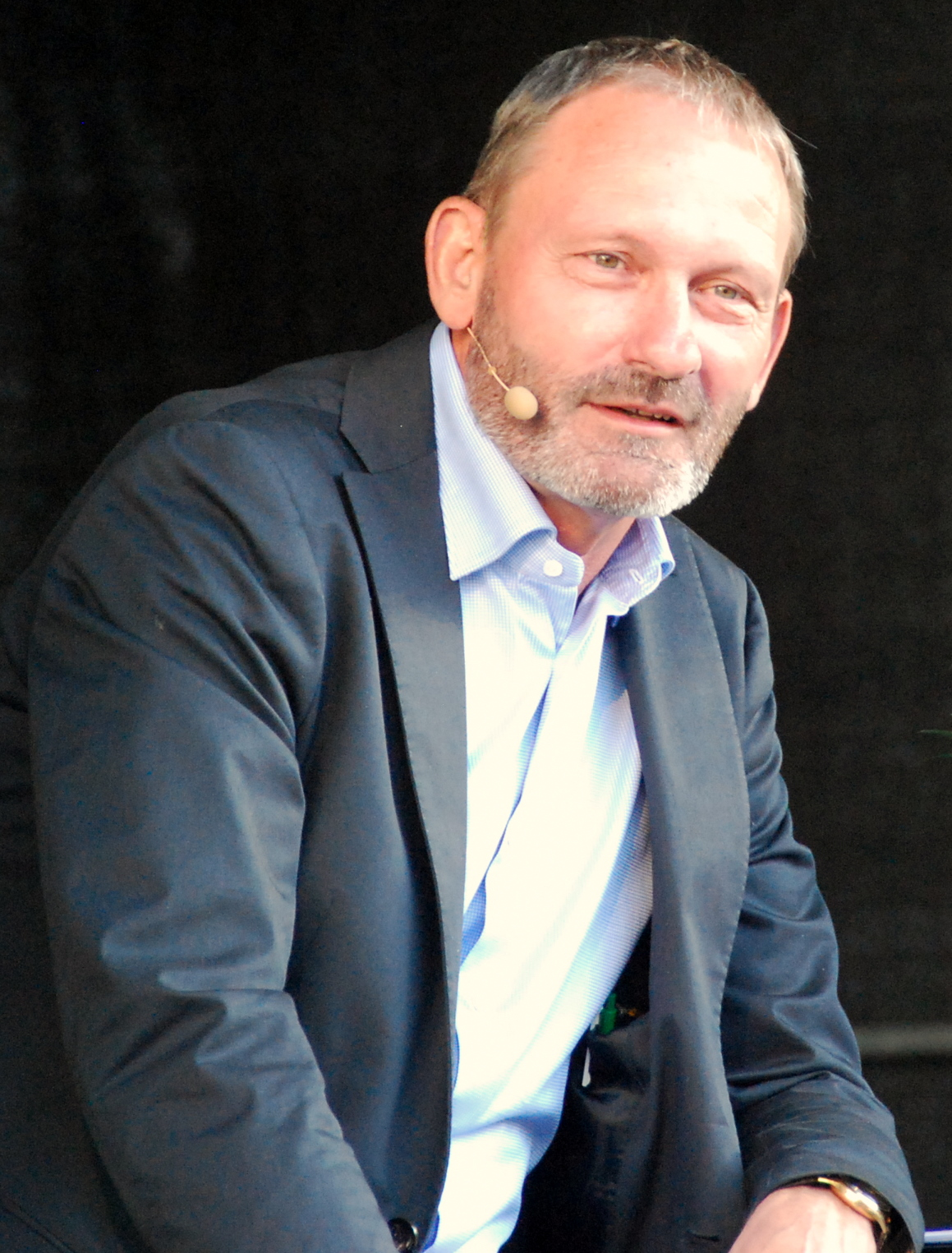
Preben Elkjær Larsen (* 1957)

### Elkl
- Elklit, Jørgen (* 1942), dänischer Politikwissenschaftler und Hochschullehrer an der Universität Aarhus

### Elkm
- Elkmann, Peter (* 1981), deutscher Rennfahrer

### Elko
- Elkoff, Anja (1914–1992), deutsche Sängerin und Schauspielerin
- Elkonin, Daniil Borissowitsch (1904–1984), russischer Pädagoge und Psychologe
- Elkoubi, Michel (1947–2024), französischer Autorennfahrer
- Elkouraji, Mohcine (* 1997), marokkanischer Radsportler

### Elkr
- Elkrief, Ruth (* 1960), französische Fernsehjournalistin

### Elku
- Elkuch, Herbert (* 1952), liechtensteinischer Politiker
- Elkuch, Ludwig (1851–1919), liechtensteinischer Politiker
- Elkuch, Philipp (1887–1956), liechtensteinischer Politiker
- Elkūd, Herrscher von Hatra
- Elkus, Peter K. (* 1939), US-amerikanischer Gesangslehrer